# Alexander III Crystal
El Huevo Alexander III Crystal es una serie de 750 huevos enjoyados modernos, a la manera de los de Fabergé.

## Historia
Fue realizado por Theo Faberge en 1993 para conmemorar el encargo del zar Alejandro III  a su abuelo del primer huevo de Fabergé para la zarina.

## Descripción
El huevo en sí es de color azul oscuro por el cristal de plomo del que ésta hecho. Se remata con una corona imperial rusa, ofreciendo al anverso el monograma de Alejandro III. Estos detalles son de oro.